# داودا مالام وانکی
داودا مالام وانکی (انگلیسی: Daouda Malam Wanké؛ مورد بحث، ۱۹۴۶ یا ۱۹۵۴ – ۱۵ سپتامبر ۲۰۰۴) یک سیاست‌مدار اهل نیجر بود.